# Robert Eddison
Robert Eddison, né le 10 juin 1908 à Yokohama et mort le 14 décembre 1991 à Londres, est un acteur britannique.

## Filmographie
- 1972 : The Boy Who Turned Yellow : Nick
- 1988 : Monstres et merveilles (mini-série) : Le Passeur (épisode 3 L'Enfant de la Chance)
- 1989 : Indiana Jones et la dernière croisade (Indiana Jones and the Last Crusade) de Steven Spielberg : Le chevalier du Graal